# Cerro Canna
El Cerro Canna es una meseta montañosa ubicada en el Parque nacional Jaua-Sarisariñama, en el extremo sureste del estado Bolívar en Venezuela, cerca de la frontera con Brasil. A una altura promedio de 1.395 m s. n. m., el Cerro Canna es una de las montañas más altas en Bolívar.

## Ubicación
El Cerro Canna está ubicado en un exclusivo punto natural rodeado de sabana y tepuies por todas sus coordenadas en el extremo sur del estado Bolívar, límite con el municipio Manapiare del estado Amazonas. El caserío indígena de «Majanajanaña» se encuentra a unos 13 km al oeste, dentro del estado Amazonas, mientras que el pueblo de «Santa María de Erebato» y «Enaña» se encuentran hacia el este en el estado Bolívar.